# 휘파람 부는 여자
"휘파람 부는 여자"는 1998년에 개봉한 대한민국의 영화이다.

## 캐스팅
- 김형일  : 김현도 역
- 김보라나  : 서미가  역
- 이정후  : 김현이 역
- 조재희  : 지옥 역
- 신우철  : 황 박사 역
- 봉만대  : 전도사 역
- 장정국 : 최씨  역
- 이주미 : 고은  역
- 민지아 : 혜미  역
- 이주철 : 남조교 1 역
- 이오승 : 남조교 2 역
- 오은주 : 여조교 역
- 남궁원 (특별출연)